# Apple Dot Matrix Printer
A Apple Dot Matrix Printer (ou Apple DMP) é uma impressora fabricada por C. Itoh e vendida pela Apple em 1982 para a família de computadores Apple II, Lisa, e Apple III. Sucedeu-lhe a ImageWriter em 1984. 
A Apple DMP foi a última impressora de porta paralela vendida sob a Apple; todas as subsequentes impressoras (ImageWriter, ImageWriter II, Scribe, LaserWriter, etc.) são impressoras de porta série.